# Aedes caliginosus
Aedes caliginosus är en tvåvingeart som först beskrevs av Graham 1910.  Aedes caliginosus ingår i släktet Aedes och familjen stickmyggor.
Artens utbredningsområde är Nigeria. Inga underarter finns listade i Catalogue of Life.